# Goettingen Journal of International Law
Das Goettingen Journal of International Law ist ein 2007 gegründetes rechtswissenschaftliches Online-Journal. Schwerpunkt des Journals ist das allgemeine Völkerrecht und daran angrenzende Themenkomplexe wie Internationales Wirtschaftsrecht, Internationales Strafrecht und Internationale Beziehungen. Es wird von Studenten der Georg-August-Universität in Kooperation mit dem Göttinger Institut für Völker- und Europarecht und dem Universitätsverlag Göttingen herausgegeben.
Das Journal erscheint mindestens halbjährlich und ist komplett in englischer Sprache gehalten, um einen internationalen Leserkreis anzusprechen. Veröffentlicht werden Beiträge von Professoren, wissenschaftlichen Mitarbeitern und herausragenden Studenten.
Das Goettingen Journal of International Law orientiert sich am Modell amerikanischer Law Reviews. Der Redaktionsprozess liegt in den Händen fortgeschrittener Studenten. Die Auswahl der Beiträge geschieht über ein Peer-Review Verfahren. Dieses wird von dem Scientific Advisory Board durchgeführt, welches sich aus fortgeschrittenen Doktoranden und Habilitanden zusammensetzt und somit die Wissenschaftlichkeit des Journals garantiert. Ebenso steht der studentischen Redaktion ein Advisory Board aus Professoren und Praktikern zur Seite, die für den hohen wissenschaftlichen Standard Sorge tragen sollen. Mitglieder des Advisory Boards der Zeitschrift sind

Kai Ambos, Thomas Buergenthal, Christian Calliess, Georg Nolte, Angelika Nußberger, Andreas L. Paulus, Dietrich Rauschning, Walter Reese-Schäfer, Frank Schorkopf, Bruno Simma und Peter-Tobias Stoll.